# Henry Flagler

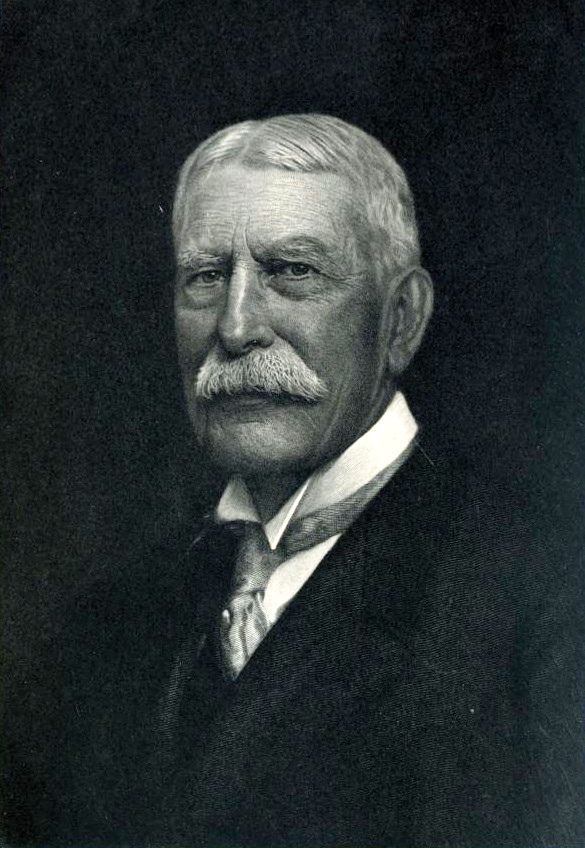
Henry Morrison Flagler

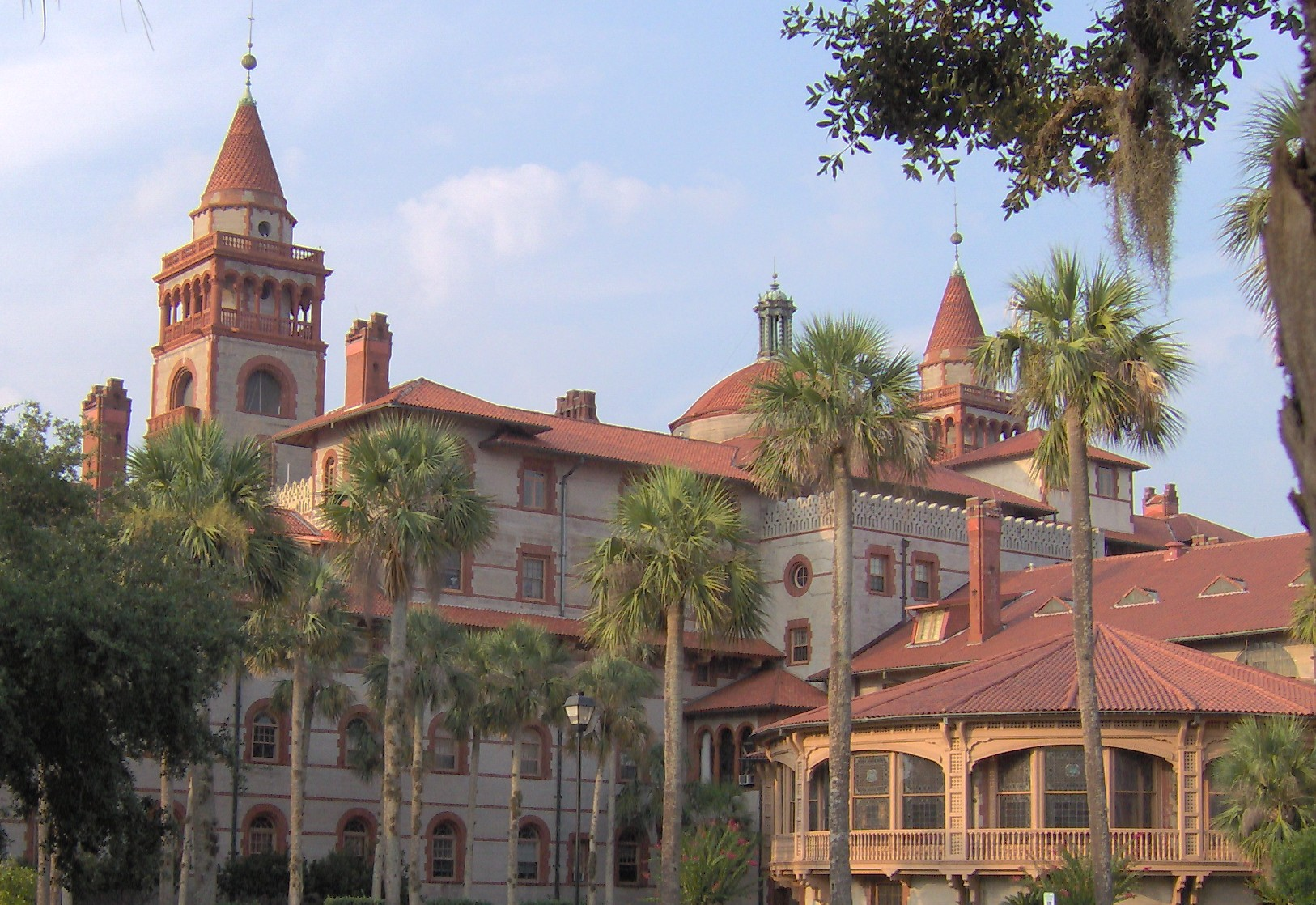
Flagler College w St. Augustine

Henry Morrison Flagler (ur. 2 stycznia 1830 w Hopewell, w hrabstwie Ontario, zm. 20 maja 1913 w Palm Beach na Florydzie) – amerykański przemysłowiec i kupiec, współzałożyciel korporacji Standard Oil.

## Początki kariery
Syn pastora Izaaka i Elizabeth Caldwell Harkness w wieku 14 lat, zaraz po ukończeniu szkoły podstawowej, Flagler zdecydował się przenieść do Bellevue w stanie Ohio, gdzie znalazł pracę w magazynie zbożowym za 5 USD miesięcznie + wikt i mieszkanie. W roku 1849 zarabiał już, jako sprzedawca, 400 USD miesięcznie.
W roku 1852 Flagler został partnerem swego przyrodniego brata, Dana Harknessa w nowo powstałej firmie zbożowej DM Harkness & Company. 9 listopada następnego roku ożenił się z Mary Harkness. Pierwsze dziecko, Jennie Louise, urodziło się 18 marca 1855 r. Jannie Louise zmarła na gorączkę popołogową w roku 1889. Drugie dziecko, Carrie, urodziło się 18 czerwca 1858. Zmarło w trzy lata później. 2 grudnia 1870 urodził się jedyny syn the Flaglersa, Harry Harkness Flagler.
W roku 1862 założył, wspólnie ze swym zięciem Barneyem Yorkiem, warzelnię soli Flagler & York Salt Company w Saginaw, Michigan. W roku 1865, wraz z zakończeniem wojny secesyjnej, zmniejszyło się gwałtownie zapotrzebowanie na sól i Flagler & York Salt Company upadła. Mocno zadłużony Flagler wrócił do Bellevue. Stracił nie tylko własne zainwestowane 50 000 USD, ale w dodatku następne 50 000 USD pożyczone od swego teścia i Dana Harknessa.
W rok później Flagler powrócił na rynek zbożowy, już jako licencjonowany kupiec. Wkrótce zawarł znajomość z Johnem Rockefellerem, który pracował jako przedstawiciel handlowy firmy Hewitt & Tuttle dla Harkness Grain Company. W połowie lat sześćdziesiątych XIX wieku Cleveland stało się ośrodkiem rodzącego się w Ameryce przemysłu naftowego; Rockefeller porzucił handel zbożem, by założyć własną rafinerię ropy. W 1867, potrzebując pieniędzy na rozwój nowego przedsięwzięcia, Rockefeller zwrócił się o pomoc do Flaglera. Flagler zainwestował pożyczone od krewnych 100 000 USD, wchodząc w ten sposób do spółki.
Rockefeller, chemik Samuel Andrews i Flagler utworzyli, 10 stycznia 1868 r., spółkę kapitałową nazwaną Standard Oil, która w roku 1872 znalazła się na czele firm przemysłu naftowego Ameryki, produkując 10 000 baryłek dziennie. Po pięciu latach Standard Oil przeniósł swą siedzibę do Nowego Jorku i w ten sposób Flaglerowie zamieszkali przy Piątej Alei na Manhattanie.

## Na Florydzie
W 1878 żona Flaglera, która od lat miała kłopoty zdrowotne, rozchorowała się na dobre. Jej lekarz zalecił zmianę klimatu, więc Mary i Henry wyjechali na zimę do Jacksonville na Florydzie. Mary niewiele to pomogło, jej stan zdrowia pogarszał się coraz bardziej, aż w końcu zmarła 18 maja 1881 w wieku 47 lat.
W dwa lata później Flagler ożenił się z Idą Alice Shourds. Podróż poślubna zawiodła ich do St. Augustine na Florydzie. Miasto wydało im się czarujące, ale baza hotelowa i dojazd z północy w fatalnym stanie. Flagler uznał, że Floryda to miejsce niezwykle atrakcyjne dla mieszkańców innych, północnych stanów i tu upatrywał rozwój własnego interesu. Jakkolwiek więc nadal zasiadał w radzie nadzorczej Standard Oil, porzucił codzienną pracę za biurkiem i poważnie zajął się rozwojem Florydy. W 1885 wrócił do St. Augustine i podjął budowę 540-pokojowego hotelu Ponce de Leon, by jednak hotelowe przedsięwzięcie mogło przynieść sukces, zakupił lokalną linię kolejową Jacksonville - St. Augustine. Był to zaczątek największego przedsięwzięcia Flaglera – Florida East Coast Railway.
Hotel Ponce de Leon otwarty został 10 stycznia 1888 i przyniósł natychmiastowy sukces. Po dwóch latach Flagler powiększył swój stan posiadania na Florydzie. Wybudował most kolejowy nad rzeką St. Johns i kupił hotel Ormond koło miejscowości Daytona Beach. Jednocześnie budował własną rezydencję, willę Kirkside w St. Augustine.
W 1894 Flagler ukończył budowę 1150-pokojowego hotelu Royal Poinciana w osadzie wyspowej Palm Beach i przedłużył linię kolejową do West Palm Beach. Hotel Royal Poinciana był w tym czasie największą drewnianą budowlą na świecie. Po następnych dwóch latach zbudował nad brzegiem Atlantyku Palm Beach Inn (od roku 1901 znany jako Breakers Hotel).
Zgodnie z planem Flaglera West Palm Beach miało być końcową stacją jego linii kolejowej, ale w latach 1894 i 1895 ciężkie mrozy nawiedziły ten obszar skłaniając Flaglera do zmiany decyzji. Leżące około 100 km dalej na południe miasteczko znane dzisiaj jako Miami nigdy nie zaznało mrozu; do tego, by przedłużyć linię do Miami przekonała Flaglera oferta firm  Florida East Coast Canal and Transportation Company i Boston and Florida Atlantic Coast Land Company, które oddawały ziemię pod budowę w zamian za prawo do położenia torowisk.
Kolej Flaglera, od roku 1895 Florida East Coast Railway, sięgnęła zatoki Biscayne w 1896. Flagler pogłębił kanał, wybudował ulice, wodociągi, pierwszą elektrownię i sfinansował pierwszą lokalną gazetę, Metropolis. Kiedy miasto w 1896 uzyskało prawa miejskie chciano je nazwać "Flagler" dla uhonorowania człowieka, który przyczynił się do rozwoju południa Florydy. Flagler odmówił przyjęcia tego zaszczytu i przekonał mieszkańców do przyjęcia starej indiańskiej nazwy "Miami". W 1897 Flagler dokonał otwarcia luksusowego Royal Palm Hotel w Miami.
Druga żona Flaglera, Ida Alice, od roku 1895 była leczona w szpitalu psychiatrycznym. W 1901 legislatura stanowa przegłosowała ustawę, na mocy której nieuleczalna choroba umysłowa mogła być podstawą do rozwodu, co pozwoliło Flaglerowi ożenić się po raz trzeci. 24 sierpnia tegoż roku poślubił Mary Lily Kenan i po jakimś czasie przeniósł się wraz z nią na stałe do pałacu w Palm Beach - Whitehall. Zbudowany jako prezent ślubny dla Mary Lily w 1902 Whitehall był zimową rezydencją z 55 pokojami, gdzie zapraszano sławnych i bogatych gości.
W roku 1905 Flagler uznał, że Florida East Coast Railway powinna zostać przedłużona z Miami do Key West, miejsca odległego o niemal 200 km od południowego krańca półwyspu. W tamtych czasach Key West było największym miastem Florydy i głębokowodnym portem najbliższym kanałowi transamerykańskiemu, którego budowę w Panamie Stany Zjednoczone zdecydowanie popierały. W roku 1912 linia kolejowa do Key West została ukończona.

## Śmierć
20 maja 1913 roku Henry Morrison Flagler poślizgnął się i spadł ze schodów w Whitehall. Zmarł w wyniku obrażeń w wieku 83 lat. Został pochowany w St. Augustine obok córki Jennie Louise i pierwszej żony, Mary Harkness.